# Fritz Heinrich Klein
Fritz Heinrich Klein (* 2. Februar 1892 in Budapest; † 12. Juli 1977 in Linz) war ein österreichischer Komponist.

## Leben und Wirken
Klein begann im Jahr 1917 bei Arnold Schönberg mit einem Studium, ein Jahr später setzte er es unter Alban Berg fort. Klein schrieb in den Folgejahren die Klavierauszüge von Bergs Oper „Wozzeck“ und seinem Kammerkonzert. Er entdeckte den sogenannten Mutterakkord, einen Akkord, welcher aus zwölf verschiedenen Tönen und zugleich aus zwölf verschiedenen Intervallen besteht. Er benutzt diesen Akkord erstmals in seinem Werk Die Maschine: Eine extonale Selbstsatire, Op. 1 (1921). Dieses Stück wurde zum ersten gedruckten Zwölftonwerk der Musikliteratur, die Uraufführung fand 1924 in New York statt. Dadurch wurde Klein zum Pionier der seriellen Musik. Er selbst bezeichnete sein Opus 1 immer mit den Worten „Diesen Grenzstein – meiner Zeit“, er kehrte bald darauf wieder zur Tonalität zurück. Im Jahr 1924 zog Klein nach Linz, wo er von 1932 bis 1957 am Brucknerkonservatorium als Hauptfachlehrer in den Fächern Komposition und Theorie unterrichtete.

## Werke
Opern
- "Nostradamus"
- "Das Gottesurteil"
- "Die St. Jakobsfahrt"

Schauspiele mit Bühnenmusik
- "Der Joker"
- "Er, Sie und Es"

Orchesterwerke
- "Brucknerhaus"
- Symphonische Variationen, Symphonischer Zyklus